# Phillip Burton
Phillip Burton (1 de junho de 1926 – 10 de abril de 1983) foi um deputado federal norte-americano, representando a Califórnia. Filiado ao Partido Democrata, ele foi importante na criação da Golden Gate National Recreation Area. Foi um dos primeiros membros do Congresso a reconhecer a necessidade de pesquisas para a AIDS e apresentou um projeto de lei sobre a matéria.